# Talky
TALKY é um projeto brasileiro que oferece um  serviço de chamadas voip (voz sobre IP), lançado pela Nexus Telecom em parceria com a Telefonica. Pode ser utilizado para chamadas para qualquer telefone fixo ou móvel. Para utilizá-lo basta uma conexão internet banda larga ou 3G.
O TALKY pode ser usado em telefones celulares (smartphones), diretamente no navegador em computadores e notebooks (com o webphone Talky Online), com adaptadores compatíveis (ATA ou similar, usando o protocolo SIP) ou em dispositivos como o Orby.
O webphone do Talky não necessita de instalação no PC, bastando o cliente logar no site para usá-lo diretamente do navegador.
O Talky teve seu lançamento marcado com um stand na Campus Party Brasil de 2010, evento patrocinado pela Telefônica.

## Funcionamento
As chamadas do Talky, são feitas através da Internet via VoIP. Para usá-lo é necessário fazer um cadastro e criar uma conta. A partir daí, o serviço pode ser usado de diversos jeitos:
- No celular: o Talky oferece um aplicativo para os principais smartphones que permite  fazer e receber chamadas, além de enviar SMS. Para usá-lo é necessário ter uma conexão Wi-Fi ou 3G. Funciona com chips de todas as operadoras e em qualquer lugar do mundo.

- On-line: Através da área do usuário do site do Talky é possível acessar o webphone "Talky Online", que permite que se faça chamadas através do próprio navegador sem precisar instalar nada no computador.

- Com um telefone fixo: também é possível usar o Talky através de um aparelho de telefone fixo ligado a um adaptador (ATA) e internet banda-larga. Este serviço é similar à telefonia convencional.